# NGC 2260
NGC 2260 este o galaxie situată în constelația Licornul. A fost descoperită în 1 ianuarie 1786 de către William Herschel.